# 리사 포일즈
리사 포일즈(영어: Lisa Foiles, 1986년 9월 29일 ~ )는 미국의 배우, 텔레비전 배우, 소설가, 성우, 유튜버, 영화배우, 팟케스터이다.
포틀랜드에서 태어났다.

## 영화
- 마스터 오브 디즈가이즈 (2002년)
- 올 댓 (1994년)